# Émile Giroux
Pour les articles homonymes, voir Giroux.
Émile Giroux (Paris, 19 août 1808 - Paris, 25 février 1846) est un graveur, lithographe et illustrateur français.

## Biographie
Jacques Émile Giroux est né à Paris le 19 août 1808, de Pierre-Antoine Giroux, ingénieur géographe, et Alida Van Dorssen. Installé au 37, rue des Noyers, il est connu pour avoir gravé une série de portraits d'après des originaux de Louis Étienne Guémied, Auguste Sandoz, George Gordon Byron et Girardet[Lequel ?].
En 1836, il épouse à Paris Clarisse Anastasie Colin. Il demeure à cette époque au 5, rue Hautefeuille.
Il meurt dans la capitale le 25 février 1846.

## Œuvres

### Gravures d'interprétations
- La Vierge au Lis, d'après Francesco Trevisani, 1828[2].
- Joachim Murat, d'après François Gérard[6].

### Contributions bibliophiliques

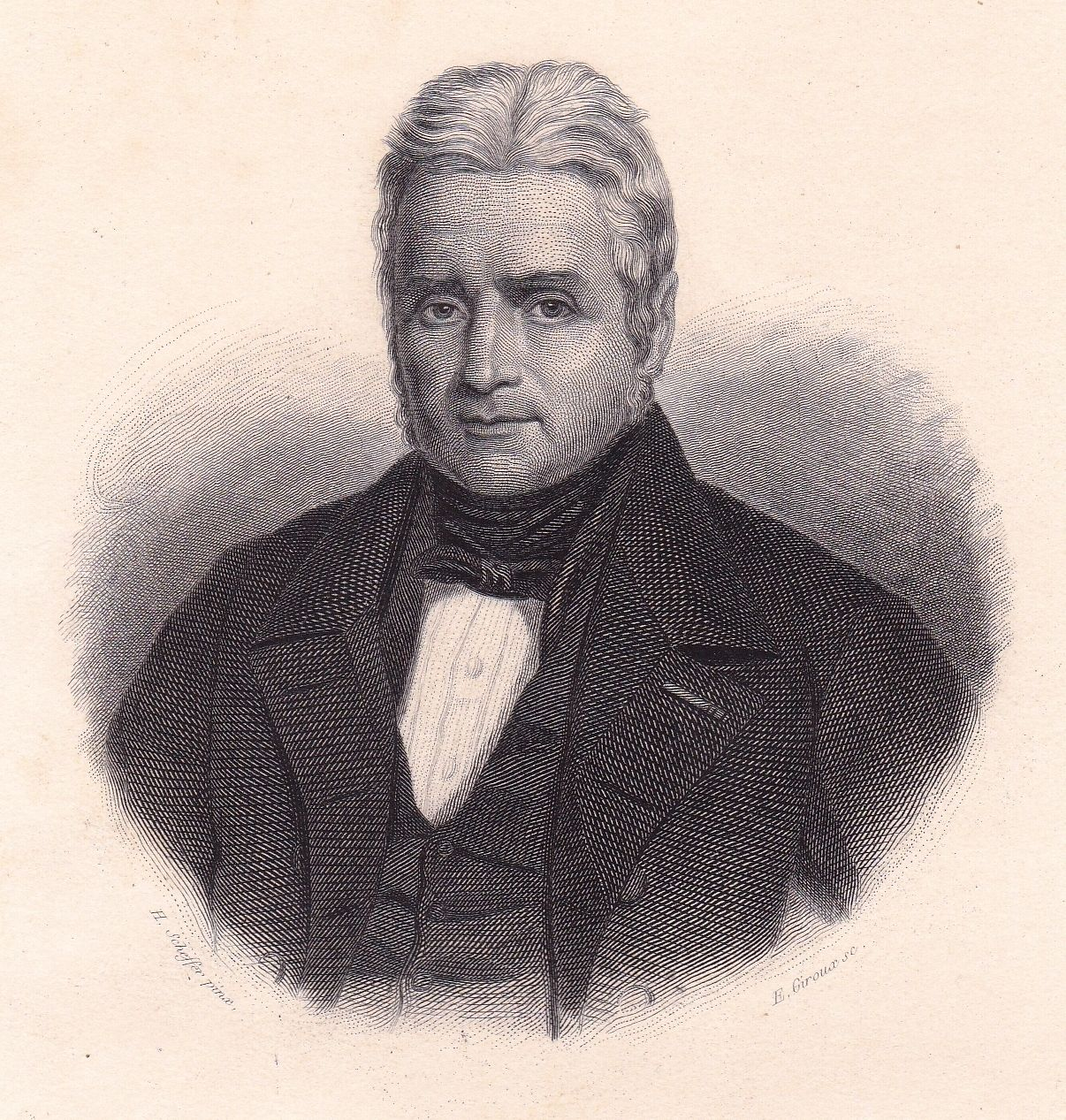
Jacques Laffitte, d'après Henry Scheffer (Livre des orateurs, 1842)

- Fénelon, Les Aventures de Télémaque suivies des Aventures d'Aristonoüs, gravures sur acier par Antoine François Gelée, Émile Giroux, Charles de Lalaisse et Jean-François Pourvoyeur d'après Victor Adam, Alphonse Henriot éditeur, Paris, 1837.
- Louis-Isaac Lemaistre de Sacy, La Bible, traduction de la vulgate par Lemaistre de Sacy - Ancien Testament - Nouvelle édition, ornée de figures gravées sur acier et comprenant les Évangiles de Notre Seigneur Jésus-Christ selon Saint Matthieu, Saint Marc, Saint Luc, Saint Jean, traduction de Lemaistre de Sacy, quatre volumes, cent soixante gravures sur acier (certaines par Émile Giroux), J.-J. Dubochet et Cie, Paris, 1837.
- Timon (Louis Marie de Lahaye de Cormenin, dit), Livre des orateurs, vingt-sept portraits gravés sur acier dont deux par Émile Giroux (Jacques Laffitte d'après Henry Scheffer et Odilon Barrot d'après Ary Scheffer), Pagnerre éditeur, Paris, 1842.
- Chants et chansons populaires de la France, première série, deux des quatre planches pour la chanson « Le Juif-Errant » gravées par Émile Giroux, H.-L. Delloye éditeur, 1843[7].
- Charles Gavard, Galeries historiques de Versailles, 1845, gravures d'Émile Giroux :
  - Charles IV le Bel, d'après Herminie Déhérain[8].
  - Philippe VI de Valois, d'après Joseph-Nicolas Robert-Fleury, 1845[8].
  - Impératrice Joséphine, d'après Guillaume Guillon Lethière[9].
  - Jules Ferrand et Jules de Lamarque, Histoire de la Révolution française, du Consulat, de l'Empire, de la Restauration et de la Révolution de juillet, gravures sur acier dont portraits par Pierre François Bertonnier, Émile Giroux (Camille Desmoulins), Achille Désiré Lefèvre, Morel éditeur, Paris, 1845.

## Collections publiques

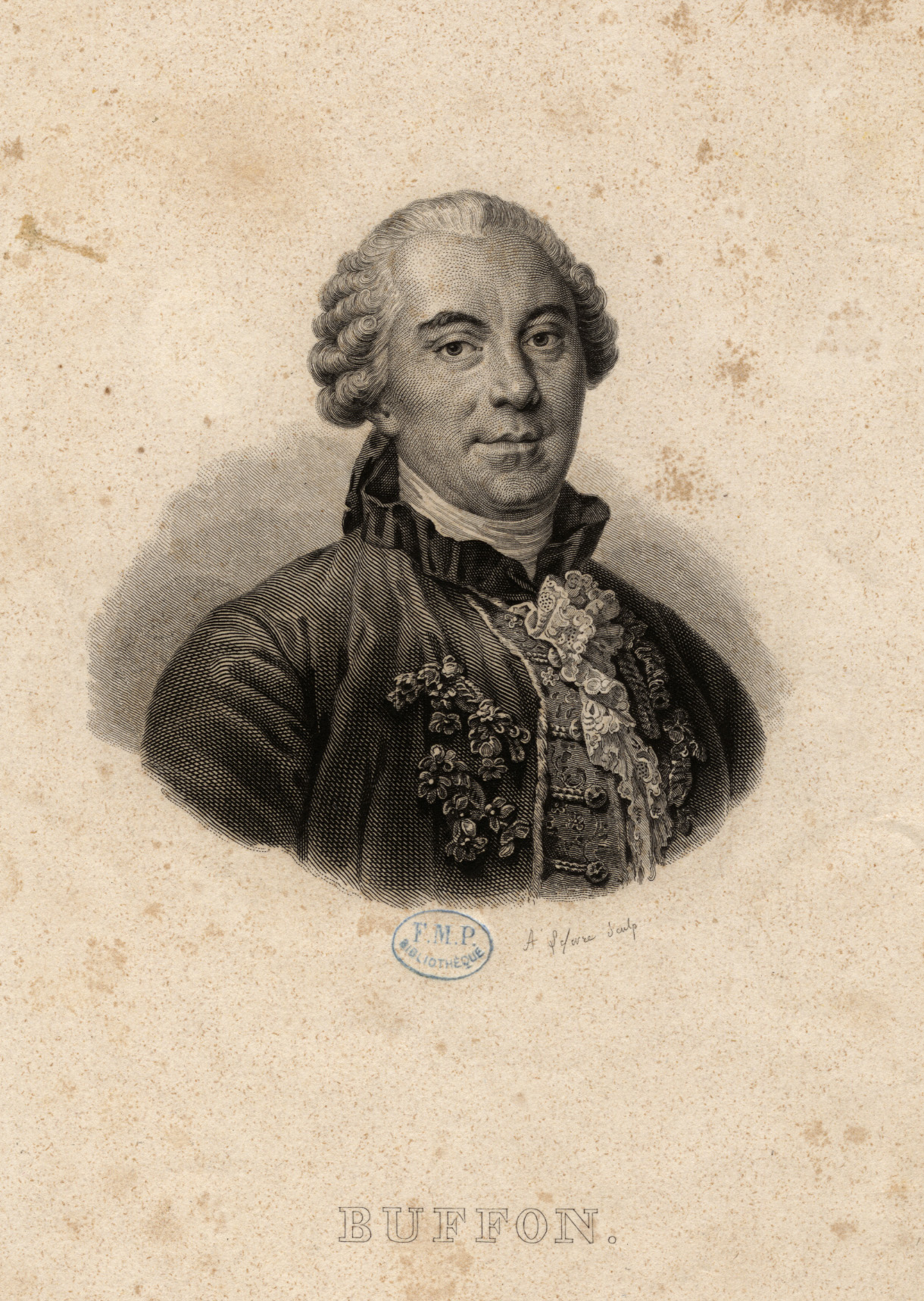
Buffon, d'après François-Hubert Drouais

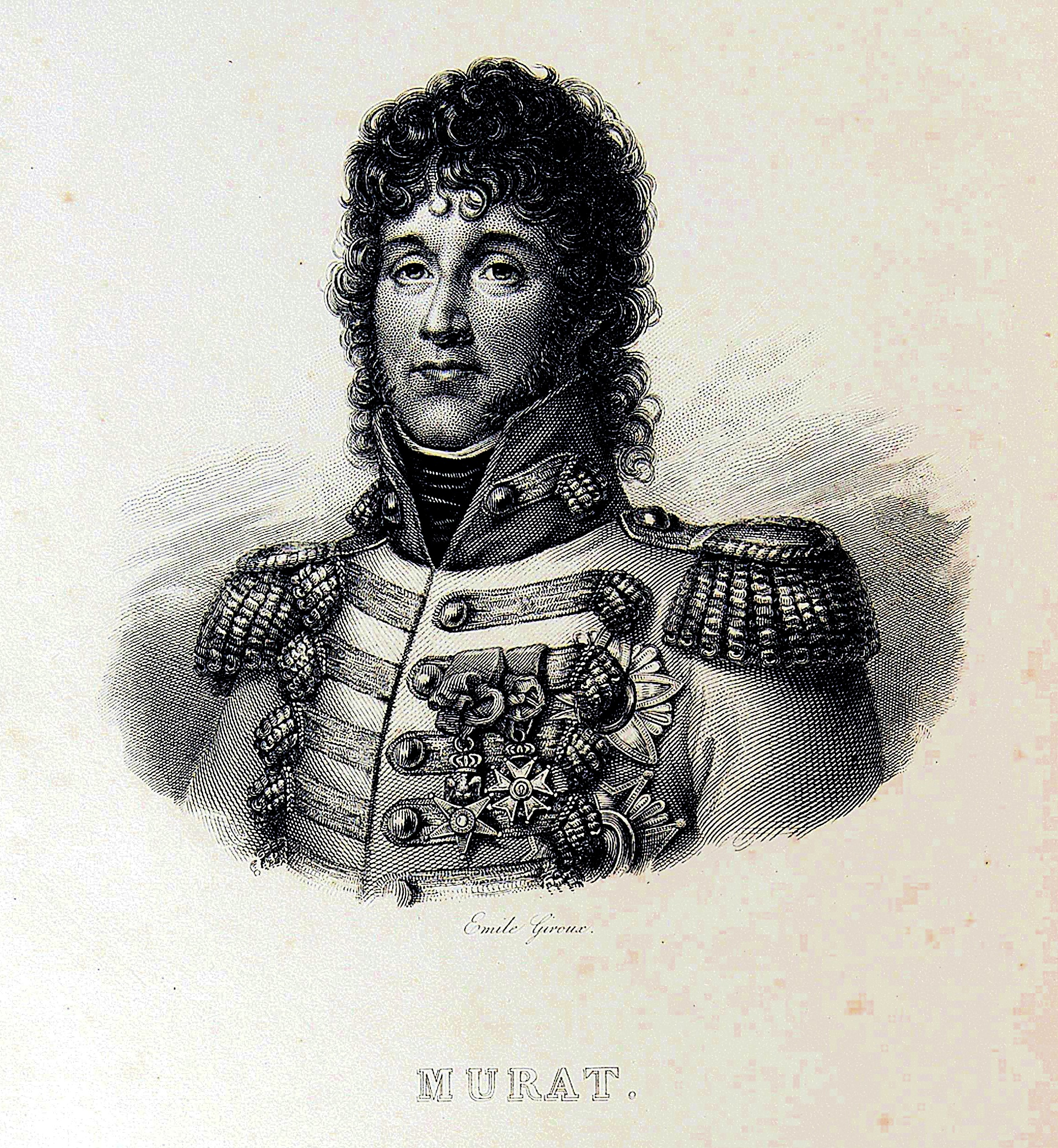
Joachim Murat. l’illustration de "l’Histoire de Napoléon" de Jacques Marquet de Montbreton de Norvins, 1839

### Canada
- Université McGill (collection Napoléon), Montréal, Impératrice Joséphine, d'après Guillaume Guillon Lethière.

### Espagne
- Bibliothèque nationale d'Espagne, Madrid, Impératrice Joséphine, d'après Guillaume Guillon Lethière[10].

### France
- Château de Compiègne, Odilon Barrot, d'après Ary Scheffer[11].
- Bibliothèque interuniversitaire de santé, Paris, Buffon, d'après François-Hubert Drouais.
- Bibliothèque Sainte-Geneviève, Paris, Odilon Barrot, d'après Ary Scheffer.
- École nationale supérieure des beaux-arts, Paris, Portrait de Simon Vouet, d'après Louis Étienne Guémied[12].
- Musée d'Art et d'Histoire du judaïsme, Paris, Le Juif-Errant, chanson illustrée, deux planches par Émile Giroux, 1843[7].
- Musée Carnavalet, Paris, L'attaque du Louvre, après 1830[13].

### Royaume-Uni
- Royal Collection Trust, Londres, Impératrice Joséphine, d'après Guillaume Guillon Lethière[9].
- Wellcome Collection, Londres, Buffon, d'après François-Hubert Drouais.